# Eparchia omska
Eparchia omska – jedna z eparchii Rosyjskiego Kościoła Prawosławnego z siedzibą w Omsku. Jej obecnym biskupem ordynariuszem jest metropolita omski i tawriczeski Dionizy (Porubaj), zaś funkcję katedry pełni sobór Zaśnięcia Matki Bożej w Omsku.
Eparchia powstała w 1895 poprzez wydzielenie z eparchii tobolskiej i tomskiej. Od 1918 do 1937 nosiła nazwę omskiej i pawłodarskiej, w ciągu kolejnych dziesięciu lat nie funkcjonowała. Od 1947 do 1990, po reaktywacji, nosiła nazwę omskiej i tiumeńskiej. W 1990 na terytorium eparchii działało 38 cerkwi i kaplic domowych (w ramach 13 parafii), obsługiwanych przez 40 duchownych. W 2011 eparchia prowadziła 129 parafii obsługiwanych przez 154 duchownych, podlegały jej również cztery monastery (1 męski i trzy żeńskie).
6 czerwca 2012 z eparchii omskiej wydzielone zostały trzy odrębne administratury: eparchia tarska, eparchia isilkulska i eparchia kałaczińska. Wszystkie cztery, razem z eparchią omską, tworzą metropolię omską.

## Biskupi omscy[2]
- Grzegorz (Poletajew), 1895–1900
- Sergiusz (Pietrow), 1900–1903
- Michał (Jermakow), 1903–1905
- Gabriel (Gołosow), 1905–1911
- Włodzimierz (Putiata), 1911–1913
- Andronik (Nikolski), 1913–1914
- Arseniusz (Timofiejew), 1914–1915
- Sylwester (Olszewski), 1915–1920
- Dymitr (Bielikow), 1922–1923
- Wissarion (Zorin), 1924
- Anatol (Kamienski), 1924
- Joannicjusz (Sokołowski), 1924
- Wiktor (Bogojawlenski), 1925–1928
- Arkadiusz (Jerszow), 1929–1930
- German (Kokkiel), 1930–1931
- Aleksy (Orłow), 1935
- Antoni (Miłowidow), 1935–1936
- Filip (Stawicki), 1937
- Focjusz (Purlewski), 1937
- Aleksy (Pantielejew), 1946–1948
- Palladiusz (Szerstiennikow), 1948–1949
- Juwenaliusz (Kilin), 1949–1952
- Nikander (Woljannikow), 1952–1955
- Beniamin (Nowicki), 1956–1958
- Mścisław (Wołonsiewicz), 1959
- Sergiusz (Łarin), 1959–1961
- Hermogen (Gołubiew), 1961–1963
- Hilarion (Prochorow), 1963
- Mikołaj (Kutiepow), 1964–1969
- Andrzej (Suchenko), 1969–1972
- Metody (Menzak), 1972–1974
- Maksym (Krocha), 1974–1986
- Teodozjusz (Prociuk), 1986–2011
- Włodzimierz (Ikim), 2011-2023
- Dionizy (Porubaj), od 2023[4]